# Jianshan Nongchang (bondby i Kina, Heilongjiang Sheng, lat 48,87, long 125,43)
Jianshan Nongchang (kinesiska: 尖山农场) är en bondby i Kina. Den ligger i provinsen Heilongjiang, i den nordöstra delen av landet, omkring 360 kilometer norr om provinshuvudstaden Harbin. Antalet invånare är 10 641. Befolkningen består av 5 295 kvinnor och 5 346 män. Barn under 15 år utgör 11,0 %, vuxna 15-64 år 0,00 %, och äldre över 65 år 13,0 %.
Runt Jianshan Nongchang är det ganska tätbefolkat, med 93 invånare per kvadratkilometer. Närmaste större samhälle är Heshan Nongchang, 18,8 km nordväst om Jianshan Nongchang. Trakten runt Jianshan Nongchang består till största delen av jordbruksmark.
Genomsnittlig årsnederbörd är 797 millimeter. Den regnigaste månaden är juli, med i genomsnitt 266 mm nederbörd, och den torraste är februari, med 9 mm nederbörd.